# Andreas Mitschke (Sänger)
Andreas Mitschke (* 1958 in Kirberg) ist ein deutscher Opernsänger (Bass).

## Biografie
Nach dem Studium an der Musikhochschule Köln hatte Andreas Mitschke  Engagements u. a. an der Wiener Staatsoper, Volksoper Wien, Oper der Stadt Köln, Staatsoper Hannover,  Oper der Stadt Dortmund, Theater Bremen, Opera Forum Enschede, Städtische Theater Chemnitz, Stadttheater Erfurt, Staatstheater Cottbus, Staatstheater Schwerin, Städtische Bühnen Münster, Stadttheater Lübeck, Stadttheater Aachen, Pfalzbau Theater Ludwigshafen, Musikfest Weimar, Tokyo - Bunka Kaikan Hall (Japan), Staatsopera Amsterdam (NL), Den Haag (NL), Maastricht (NL).
Von 2012 bis 2022 war Andreas Mitschke Ensemblemitglied der Volksoper Wien, wo er regelmäßig in Hauptrollen des Opern- und Operettenfachs zu erleben war.
Sein Repertoire umfasst sowohl seriöse Partien, wie z. B. Ramphis u. König (Aida), Maximilian (I masnadieri), Raimondo (Lucia di Lammermoor), Landgraf (Tannhäuser), Daland (Der fliegende Holländer), Komtur (Don Giovanni), Sarastro (Die Zauberflöte), Wassermann (Rusalka), Zar (Das Märchen vom Zaren Saltan),  Kontschak (Fürst Igor), als auch das Spiel-  und Charakterfach: Ochs von Lerchenau (Der Rosenkavalier), Kecal (Die verkaufte Braut),  Plumkett (Martha), Geronimo (Il matrimonio segreto), Don Alfonso (Così fan tutte), Figaro und Bartolo (Die Hochzeit des Figaro), Budd (Albert Herring), Arnolphe (Die Schule der Frauen), Zeta (Die lustige Witwe) und Oberst Ollendorf (Der Bettelstudent).
Er widmete sich auch der modernen Musik (diverse Uraufführungen, z. B. in der Welturaufführung von Philip Glass’ Waiting for the Barbarians) und dem Konzertgesang. 
Der Künstler war sowohl an Fernseh- und Rundfunkaufnahmen als auch an DVD- und CD-Produktionen beteiligt.